# Greenville 200 1966
Greenville 200 1966 var ett stockcarlopp ingående i Nascar Grand National Series (nuvarande Nascar Cup Series) som kördes 9 april 1966 på den 0,5 mile (804,672 meter) långa ovalbanan Greenville-Pickens Speedway i Easley, precis väster om Greenville i South Carolina. Totalt avverkades 100 miles (160,934 km) fördelat på 200 varv. Banunderlaget var dirt. Loppet vanns av David Pearson i en Dodge på tiden 1:31.07 körande för Owens Racing. Pearsons snitthastighet var 65,85 mph. Han var vid målgång ensam förare på ledarvarvet, ett varv före tvåan Richard Petty. Prispotten uppgick till 5 040 dollar, varav 1 000 dollar gick till segraren.

## Resultat
| Plc     | Nr | Förare          | Team/ bilägare           | Konstruktör | Start | Varv | Ledda varv |
| ------- | -- | --------------- | ------------------------ | ----------- | ----- | ---- | ---------- |
| 1       | 6  | David Pearson   | Owens Racing             | Dodge       | 2     | 200  | 158        |
| 2       | 43 | Richard Petty   | Petty Enterprises        | Plymouth    | 9     | 199  | 0          |
| 3       | 55 | Tiny Lund       | Lyle Stelter             | Ford        | 1     | 194  | 42         |
| 4       | 86 | Neil Castles    | Buck Baker Racing        | Plymouth    | 14    | 192  | 0          |
| 5       | 23 | Jeff Hawkins    | Hubert Howard            | Ford        | 8     | 192  | 0          |
| 6       | 97 | Henley Gray     | Gray Racing              | Ford        | 16    | 185  | 0          |
| 7       | 19 | J.T. Putney     | J.T. Putney              | Chevrolet   | 4     | 182  | 0          |
| 8       | 20 | Clyde Lynn      | Negre Racing             | Ford        | 15    | 180  | 0          |
| 9       | 04 | John Sears      | DeWitt Racing            | Ford        | 7     | 180  | 0          |
| 10      | 95 | Gene Cline      | Gene Cline               | Ford        | 20    | 175  | 0          |
| 11      | 74 | Gene Black      | Gene Black               | Ford        | 24    | 169  | 0          |
| 12      | 45 | Jim Tatum       | Seifert Racing           | Ford        | 22    | 168  | 0          |
| 13      | 89 | Max Ledbetter   | Buck Baker Racing        | Oldsmobile  | 21    | 140  | 0          |
| 14      | 87 | Buck Baker      | Buck Baker Racing        | Oldsmobile  | 6     | 134  | 0          |
| 15      | 53 | Jimmy Helms     | David Warren             | Ford        | 19    | 123  | 0          |
| 16      | 9  | Roy Tyner       | Truett Rodgers           | Chevrolet   | 18    | 118  | 0          |
| 17      | 66 | Wayne Woodward  | Wayne Woodward           | Chevrolet   | 23    | 117  | 0          |
| 18      | 70 | J.D. McDuffie   | McDuffie Racing          | Ford        | 17    | 74   | 0          |
| 19      | 59 | Tom Pistone     | Pistone Racing           | Ford        | 11    | 72   | 0          |
| 20      | 34 | Wendell Scott   | Scott Racing             | Ford        | 10    | 58   | 0          |
| 21      | 77 | Joel Davis      | Harold Mays              | Plymouth    | 25    | 57   | 0          |
| 22      | 02 | Paul Goldsmith  | Bob Cooper               | Plymouth    | 3     | 50   | 0          |
| 23      | 73 | Buddy Arrington | Joan Petre               | Ford        | 12    | 40   | 0          |
| 24      | 88 | Buddy Baker     | Buck Baker Racing        | Chevrolet   | 5     | 28   | 0          |
| 25      | 64 | Elmo Langley    | Langley-Woodfield Racing | Ford        | 13    | 17   | 0          |
| Källor: |    |                 |                          |             |       |      |            |